# Ульбрих, Оскар Эберхард
Оскар Эберхард Ульбрих (нем. Oskar Eberhard Ulbrich или нем. Eberhard Ulbrich, 17 сентября 1879 — 1952) — немецкий ботаник и миколог.

## Биография
Оскар Эберхард Ульбрих родился в Берлине 17 сентября 1879 года.
Ульбрих много лет работал в Botanischen Institut und Museum Берлинского университета имени Гумбольдта.
Он внёс значительный вклад в ботанику, описав множество видов растений.
Оскар Эберхард Ульбрих умер в 1952 году.

## Научная деятельность
Оскар Эберхард Ульбрих специализировался на папоротниковидных, семенных растениях и на микологии.

## Некоторые публикации
- 1905. Uber die systematische Gliederung und geographische Verbreitung der Gattung Anemone L. Bot. Jahrb. Syst. 37: 172—257, 38: 257—334.

## Почести
В его честь был назван род растений Ulbrichia Urb. и вид растений Ulbrichia beatensis Urb.